# Hydroeciodes tintebela
Hydroeciodes tintebela är en fjärilsart som beskrevs av Dyar 1923. Hydroeciodes tintebela ingår i släktet Hydroeciodes och familjen nattflyn. Inga underarter finns listade i Catalogue of Life.